# Bước qua bóng tối
Bước qua bóng tối là một bộ phim truyền hình được thực hiện bởi Công ty cổ phần Sao Thế Giới do Nguyễn Hoàng Trung làm đạo diễn. Phim phát sóng vào lúc 20h00 từ Chủ Nhật đến thứ 5 hằng tuần, bắt đầu từ ngày 7 tháng 8 năm 2012 và kết thúc vào ngày 17 tháng 9 năm 2012 trên kênh HTV7.

## Nội dung
Bước qua bóng tối xoay quanh Nhân (Quý Bình) là anh chàng độ tuổi 30 trải qua khoảng thời gian trong nhà tù với biệt danh Nhân Lì. Khi ra khỏi nơi u tối đó anh quyết tâm làm lại cuộc đời của mình. Anh gặp và quen biết với cô ca sĩ cũng có hoàn cảnh đáng thương.

## Diễn viên
- Quý Bình trong vai Nhân Lì[4][5]
- Tấn Hưng trong vai Khôi
- Oanh Kiều trong vai Hiền[6]
- Thanh Thúy trong vai Mai[7][8]

Cùng một số diễn viên khác....

## Ca khúc trong phim
- Trong mắt em

Sáng tác: Minh Châu
Thể hiện: Thanh Thúy
- Đời qua đêm tối

Sáng tác: Minh Châu
Thể hiện: Xuân Phú

## Giải thưởng
| Năm  | Giải thưởng                                     | Hạng mục                                | (Người) đề cử | Kết quả   | Tham khảo     |
| ---- | ----------------------------------------------- | --------------------------------------- | ------------- | --------- | ------------- |
| 2012 | Liên hoan Phim truyền hình toàn quốc lần thứ 32 | Phim truyền hình                        | —             | Giải bạc  | [ 9 ]         |
| 2012 | Giải Cánh diều                                  | Nam diễn viên chính xuất sắc            | Quý Bình      | Đoạt giải | [ 10 ] [ 11 ] |
| 2013 | HTV Awards                                      | Nam diễn viên chính được yêu thích nhất | Quý Bình      | Đề cử     | [ 12 ]        |